# Lost Kids
Lost Kids var en århusiansk punkgruppe dannet i 1978 af Jan Jet. De udgav den første danske punkplade, singlen Født som nul, i december 1978. De udgav derudover singlerne Cola Freaks, Du kan få det som du vil, Positiv/Paranoid og lp'erne Bla Bla og Bla Bla II, og medvirkede endvidere på opsamlingspladerne Pære Punk og Bloodstains Across Denmark. Bandet opløstes i 1982.
Der har været en større gennemstrøm af medlemmer i Lost Kids og blandt andet Kate Svanholm har været sangerinde i bandet.
I en del af perioden var de to bands Lost Kids og Sofamania stort set overlappende, og det var ikke muligt at booke det ene orkester til en gymnasiekoncert uden at booke det andet.
Lost Kids er siden genopstået med bandmedlemmerne:
- Jan Jet (vokal)
- Kasper (bass)
- Henrik (trommer)
- Bent (guitar)
- Lisbeth (vokal/guitar)
- Mek Pek (bas)

## Diskografi
- "Født Som Nul" – 7" 1978 (Genlyd "Respons")
- "Cola Freaks" – 7" 1979 (Medley)
- "Du Ka' Få Det Som Du vil" – 7" 1980 (Medley)
- "Positiv/Paranoid" – 7" 1981 (Medley)
- Bla Bla – LP/MC 1980 (Medley)
- Bla Bla 2 – LP 1981 (Medley)
- Still lost – 2008 (?)

### Opsamlinger
- Pære Punk – LP/MC 1979 (Kong Pære) (Lost Kids bidraget med albummets tre første numre "Asocial" (1:43), "Skrid" (2:02) og "Skidt på det samme lokum" (2:12)
- Fix og færdig - LP 1980 (MdLP 6035) (medvirker med "Judith" (0:40) fra Bla Bla)
- Bloodstains Across Denmark – LP 1997 (medvirker med "Skrid", "Født som et nul" og "Diskodreng")